# Prawo stygnięcia
Prawo stygnięcia (prawo stygnięcia Newtona) – w fizyce prawo określające z jaką szybkością ciała przekazują sobie energię cieplną w wyniku przewodnictwa ciepła. Prawo zostało sformułowane przez Izaaka Newtona.
Prawo nie obowiązuje jeżeli przekazywanie energii cieplnej odbywa się przez promieniowanie cieplne, konwekcję lub przewodzeniu towarzyszy zmiana stanu skupienia (np. parowanie).

## Sformułowanie prawa
Prawo stygnięcia (prawo stygnięcia Newtona) mówi, że:
„Szybkość z jaką układ stygnie jest proporcjonalna do różnicy temperatur pomiędzy układem a otoczeniem”.
Matematycznie można to wyrazić jako:
{\displaystyle {\frac {\mathrm {d} T}{\mathrm {d} t}}=-k\left(T-T_{\mathrm {R} }\right)=-k\Delta T,}
gdzie:
{\displaystyle T} – temperatura ciała,
{\displaystyle T_{\mathrm {R} }} – temperatura otoczenia,
{\displaystyle \Delta T} – różnica temperatur układu i otoczenia,
{\displaystyle t} – czas,
{\displaystyle k} – stała dla danego układu (zależna m.in. od fizycznej wielkości układu, jego pojemności cieplnej i jego wewnętrznej struktury, przenikalności cieplnej ścianek układu, rodzaju otoczenia).

## Stygnięcie przy stałej temperaturze otoczenia
Z powyższego, przy założeniu stałości temperatury otoczenia, otrzymujemy eksponencjalną zależność temperatury stygnącego układu od czasu stygnięcia:
{\displaystyle T(t)-T_{\mathrm {R} }=\Delta T(t)=\Delta T(0)\ \mathrm {e} ^{-kt},}
gdzie:
{\displaystyle \Delta T(0)} – początkowa różnica temperatur.

### Wyprowadzenie
Prawo ostygania zapisane w postaci
{\displaystyle {\frac {\mathrm {d} T}{\mathrm {d} t}}=-k\left(T-T_{\mathrm {R} }\right),}
gdzie:
{\displaystyle T_{\mathrm {R} }} – temperatura otoczenia,
{\displaystyle T} – aktualna temperatura układu,

Krzywa ostygania ilustrująca spadek temperatury stygnącego ciała w czasie

jest równaniem różniczkowym, w którym można rozdzielić zmienne
{\displaystyle {\frac {\mathrm {d} T}{T-T_{\mathrm {R} }}}=-k\mathrm {d} t,}
{\displaystyle {}\,\int \limits _{T_{0}}^{T}{\frac {\mathrm {d} T}{T-T_{\mathrm {R} }}}=-\int \limits _{0}^{t}{k\mathrm {d} }t,}
gdzie:
{\displaystyle T_{0}} – temperatura początkowa układu.
Po wycałkowaniu
{\displaystyle \left.\ln \left(T-T_{\mathrm {R} }\right)\right|_{T_{0}}^{T}=-kt,}
{\displaystyle \ln {\frac {T-T_{\mathrm {R} }}{T_{0}-T_{\mathrm {R} }}}=-kt,}
{\displaystyle T-T_{\mathrm {R} }=\left(T_{0}-T_{\mathrm {R} }\right)\exp \left(-kt\right)}
i ostatecznie:
{\displaystyle T=T_{\mathrm {R} }+\left(T_{0}-T_{\mathrm {R} }\right)\exp \left(-kt\right).}
Temperaturę stygnącego ciała w funkcji czasu ilustruje krzywa ostygania.

### Realność warunku stałości temperatury otoczenia
Gdy ciało stygnie, wówczas temperatura otoczenia może się podnosić. Warunek stałości temperatury otoczenia może być jednak utrzymany, gdy otoczenie ma dużą pojemność cieplną w porównaniu ze stygnącym przedmiotem (np. szklanka z herbatą na dworcu);
W praktyce stałość temperatury otoczenia można uzyskać przez użycie takich warunków eksperymentalnych jak:
- łaźnia laboratoryjna, np. łaźnia wodna lub olejowa (poprzez termostatowanie),
- woda z lodem (stała temperatura 0 °C),
- wrząca woda przy ciśnieniu standardowym (stała temperatura 100 °C) itp.,
- ciekły azot w otwartym naczyniu (pod stałym ciśnieniem wrze w stałej temperaturze 77–78 K).

## Stygnięcie przy zmiennej temperaturze otoczenia

### Założenia
Jeżeli stygnący układ i bezpośrednie otoczenie układu są odizolowane od otoczenia termodynamicznego, prawo stygnięcia Newtona pozostaje słuszne, pomimo tego że temperatura otoczenia układu nie jest stała.
Najprościej można sobie wyobrazić 2 układy odizolowane termicznie od otoczenia, a w kontakcie ze sobą poprzez przegrodę, przy czym wnętrza obu układów mają jednorodny rozkład temperatury (uzyskuje się np. poprzez mieszanie lub gdy szybkość przepływu ciepła przez przegrodę jest dużo mniejsza niż przepływ wewnątrz obu układów). Konieczne jest też założenie o (przynajmniej w przybliżeniu) stałości pojemności cieplnych obu układów (stałości ciepeł właściwych).
Przepływ ciepła przez przegrodę zależy od różnicy temperatur obu układów:
{\displaystyle {\frac {\mathrm {d} Q_{1}}{\mathrm {d} t}}=-k_{q}(T_{1}-T_{2}).}
Oba układy są izolowane od otoczenia, a więc:
{\displaystyle {\frac {\mathrm {d} Q_{2}}{\mathrm {d} t}}=-{\frac {\mathrm {d} Q_{1}}{\mathrm {d} t}}.}

### Rozwiązanie
Różnice pojemności cieplnej obu układów (inna masa {\displaystyle m,} i inne ciepło właściwe {\displaystyle C}), powodują, że ta sama ilość ciepła (energii) zmienia temperaturę w różny sposób:
{\displaystyle \mathrm {d} Q_{2}=-\mathrm {d} Q_{1}}   i   {\displaystyle \Delta Q_{2}=-\Delta Q_{1},}
{\displaystyle \mathrm {d} Q_{1}=m_{1}C_{1}\mathrm {d} T_{1}}   i   {\displaystyle \Delta Q_{1}=m_{1}C_{1}\Delta T_{1},}
{\displaystyle \mathrm {d} Q_{2}=m_{2}C_{2}\mathrm {d} T_{2}}   i   {\displaystyle \Delta Q_{2}=m_{2}C_{2}\Delta T_{2},}
a także:
{\displaystyle {\frac {\mathrm {d} T_{1}}{\mathrm {d} T_{2}}}=-{\frac {m_{2}C_{2}}{m_{1}C_{1}}}=\mathrm {const} ,}
{\displaystyle (T_{1}-T_{\mathrm {eq} })=-(T_{2}-T_{\mathrm {eq} }){\frac {m_{2}C_{2}}{m_{1}C_{1}}},}
gdzie temperatura końcowa {\displaystyle T_{\mathrm {eq} }} jest funkcją temperatur początkowych {\displaystyle T_{1,0}} i {\displaystyle T_{2,0}} oraz pojemności cieplnych układów:
{\displaystyle T_{\mathrm {eq} }={\frac {T_{1,0}+T_{2,0}{\frac {m_{2}C_{2}}{m_{1}C_{1}}}}{1+{\frac {m_{2}C_{2}}{m_{1}C_{1}}}}}.}
Stąd:
{\displaystyle {\frac {\mathrm {d} T_{1}}{\mathrm {d} t}}=-{\frac {k_{q}}{m_{1}C_{1}}}(T_{1}-T_{2})=-{\frac {k_{q}}{m_{1}C_{1}}}\Delta T,}
{\displaystyle {\frac {dT_{2}}{dt}}=-{\frac {k_{q}}{m_{2}C_{2}}}(T_{2}-T_{1})={\frac {k}{m_{2}C_{2}}}\Delta T,}
gdzie {\displaystyle \Delta T} jest różnicą temperatur układów „1” i „2”:
{\displaystyle \Delta T=T_{1}-T_{2}.}
Skąd wynika:
{\displaystyle {\frac {\mathrm {d} \Delta T}{\mathrm {d} t}}=-k_{T,12}\Delta T,}
gdzie:
{\displaystyle k_{T,12}=k_{q}\left({\frac {1}{m_{1}C_{1}}}+{\frac {1}{m_{2}C_{2}}}\right).}
I ostatecznie:
{\displaystyle T_{1}(t)-T_{2}(t)=\Delta T(t)=\Delta T_{0}\exp(-k_{T,12}t),}
gdzie {\displaystyle \Delta T_{0}} jest początkową różnicą temperatur:
{\displaystyle \Delta T_{0}=\Delta T(0)=T_{1,0}-T_{2,0}}
oraz
{\displaystyle T_{1}(t)-T_{\mathrm {eq} }={\frac {\frac {m_{2}C_{2}}{m_{1}C_{1}}}{1+{\frac {m_{2}C_{2}}{m_{1}C_{1}}}}}\Delta T_{o}\exp(-k_{T,12}t)}
lub
{\displaystyle T_{1}(t)=T_{\mathrm {eq} }+(T_{1,0}-T_{2,0}){\frac {m_{2}C_{2}}{m_{1}C_{1}+m_{2}C_{2}}}\exp(-k_{T,12}t).}
Wynik końcowy zgodny jest więc (co do charakteru przebiegu eksponencjalnego) z prawem stygnięcia Newtona dla stygnącego układu w kontakcie z otoczeniem o stałej temperaturze. To tłumaczy również sukces tego prostego prawa nawet gdy jego podstawowe założenia nie są spełnione.

### Przypadek graniczny – stała temperatura otoczenia
Gdy pojemność układu „2” traktowanego tutaj jako „bezpośrednie otoczenie” jest dużo większa niż pojemność cieplna układu stygnącego:
{\displaystyle m_{2}C_{2}\gg m_{1}C_{1},}
wówczas temperatura układu „2” (bezpośredniego otoczenia stygnącego układu) pozostaje stała:
{\displaystyle T_{\mathrm {eq} }\approx T_{2}\approx T_{2,0}}
oraz
{\displaystyle \Delta T=T_{1}(t)-T_{2,0}=\Delta T_{0}\exp(-k_{T,1}t),}
gdzie współczynnik {\displaystyle k_{T,1}} w równaniu jest tożsamy z wartością {\displaystyle k} w oryginalnym równaniu eksponencjalnym:
{\displaystyle k_{T,1}=k_{q}\left({\frac {1}{m_{1}C_{1}}}\right)=k.}